# Малеспин, Франсиско

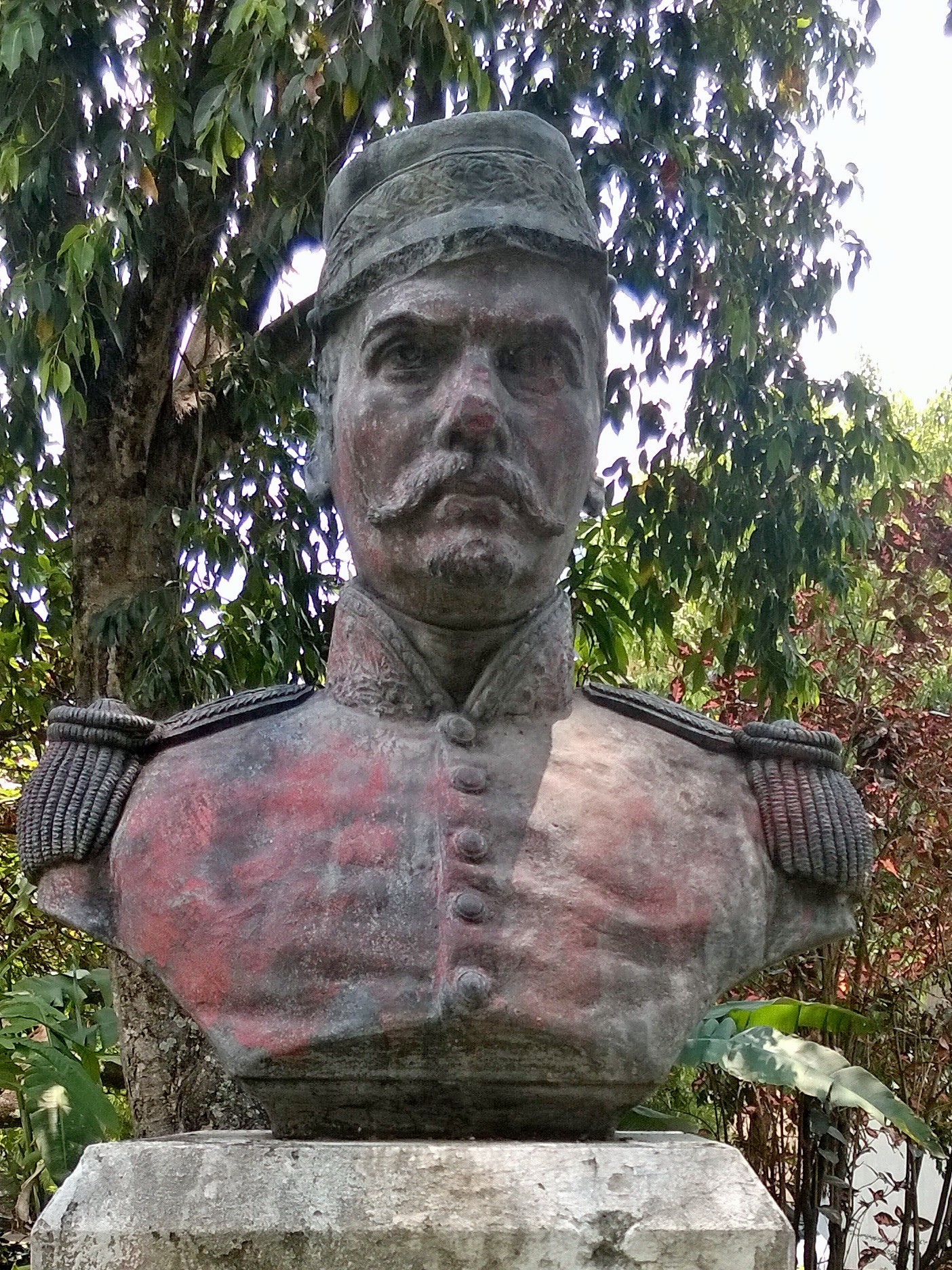
Бюст президента Республики Сальвадор, генерала Франсиско Малеспина Эрреры у Университета Сальвадора

Франсиско Малеспин Эррера (исп. Francisco Malespín Herrera; 28 сентября 1806 — 25 ноября 1846) — сальвадорский военный, политический и государственный деятель. Главнокомандующий армией Сальвадора. Президент Сальвадора (с 7 февраля 1844 по 15 февраля 1845 года).

## Биография
Ф. Малеспин был лидером консервативной партии.
В 1840 году генерал был назначен командующим сальвадорской армии. Эта должность позволила ему серьёзно влиять на решения правительств Норберто Рамиреса, Хуана Линдо, Хосе Эсколастио Марина, Хуана Хосе Гусмана и Фермина Паласиоса Ульоа. Сотрудничал с первым Президентом Гватемалы Рафаэлем Каррерой, сражался в битвах с Франсиско Морасаном, президентом Центральноамериканской федерации.
7 февраля 1844 года занял пост президента страны, сменив Фермина Паласиоса Ульоа. Будучи представителем консерваторов, поддерживал хорошие отношения с епископом Сан-Сальвадора Хорхе де Витери-и-Унго, своим крёстным отцом. Способствовал тому, чтобы в марте 1844 года Законодательное собрание постановило восстановить функционирование церковных судов сальвадорского духовенства, аннулировав закон от 26 августа 1830 г. об отмене такой юрисдикции.
В октябре 1844 года Ф. Малеспин взял на себя руководства армией Сальвадора в войне против соседней Гватемалы, при этом оставил власть вице-президенту генералу Хоакину Эуфрасио Гусману, а непосредственное командование армией — своему брату Каликсто Малеспину. 15 февраля 1845 года во время его победного возвращения после никарагуанской кампании Сенат отменил его избрание на пост президента, заменив вице-президентом Х. Гусманом.
Ф. Малеспин бежал в Гондурас под защиту президента этой страны Коронадо Чавеса. В ноябре 1846 года
пытался вторгнуться в Сальвадор, чтобы восстановиться в должности президента, но был убит группой индейцев в Сан-Фернандо. Он был обезглавлен, а его череп был повешен в Сьюдад-Дельгадо, который сейчас известен как «Холм черепа».
Во время его правления по его инициативе началось формирование первого военного оркестра Центральной Америки. Ему также приписывают создание секретного кода, который он использовал во время своих военных кампаний в письменных и устных сообщениях.
В феврале 1841 года он был инициатором учреждения Сальвадорского университета.